# Takashi Shimoda
Takashi Shimoda, född 28 november 1975 i Hiroshima prefektur, Japan, är en japansk tidigare fotbollsspelare.